# قليان ساز
قليان ساز هي قرية في مقاطعة كليبر، إيران. عدد سكان هذه القرية هو 28 في سنة 2006.